# Pénitencier de Kingston
Kingston Penitentiary
Le pénitencier de Kingston (en anglais : Kingston Penitentiary) souvent abrégé KP est un pénitencier qui a été en activité du 1er juin 1835 au 30 septembre 2013. Sa construction eut lieu de 1833 à 1834. Il est situé à Kingston en Ontario, au Canada.

## Historique

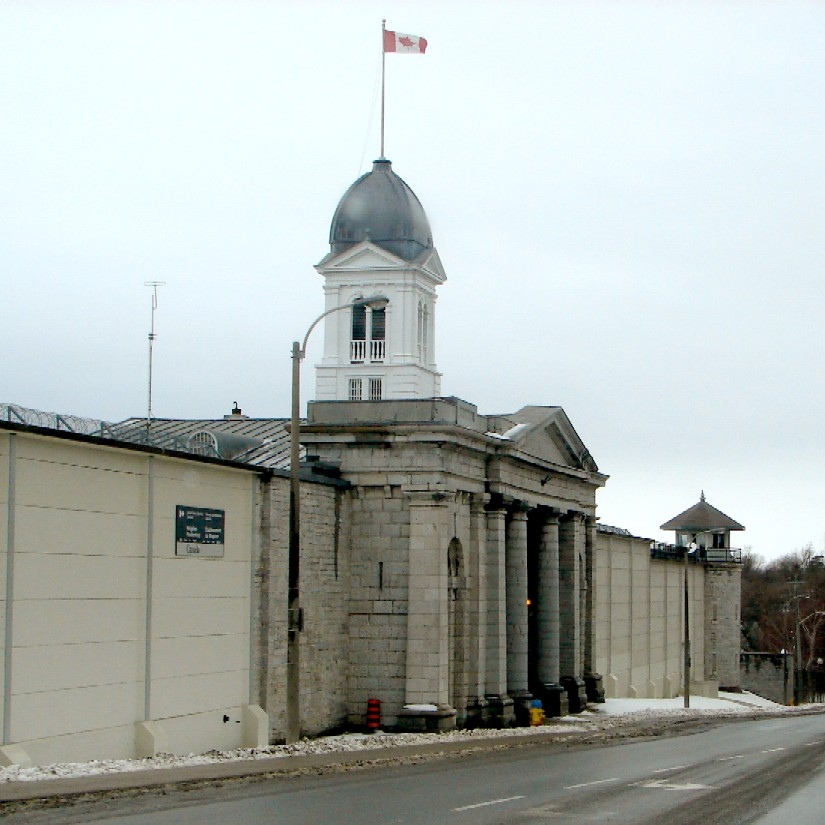
Entrée principale du Pénitencier de Kingston

Une première émeute a lieu le 14 août 1954, après un match de baseball, plusieurs prisonniers attaquent les gardiens de sécurité et mettent le feu à plusieurs bâtiments de la cour. Les responsables de la prison demandent l'aide de 160 officiers de la GRC en renfort pour neutraliser environ neuf cents prisonniers. En deux heures, les prisonniers ont causé des dégâts estimés à 2 millions de dollars.
Le 14 avril 1971, une seconde émeute a lieu pendant environ 4 jours. Plusieurs parties de la prison sont détruites et 2 prisonniers sont tués par les instigateurs de l'émeute.

## Prisonniers célèbres
- Grace Marks, de 1843 à 1872 ;
- Susan Kennedy, coupable du meurtre de Mary Gallagher, de 1869 à 1870 ;
- Wayne Boden, de 1972 à 2006 ;
- Russell Williams, de 2010 à 2013 (transféré ensuite au pénitencier de Port-Cartier)[1].